# Inuk Silis Høegh
Inuk Silis Høegh (født 21. april 1972 i Qaqortoq) er en grønlandsk kunstner og filminstruktør. Han er søn af kunstneren Aka Høegh og fotografen og filmkunstneren Ivars Silis. Hans søster Bolatta Silis Høegh er også kunstner.
Han dimitterede fra Det Kongelige Danske Kunstakademi i 2010, og modtog en mastergrad i film- og tv-produktion fra universitetet i Bristol i 1997. i 1999 offentliggjorde han sin første kortfilm, Sinilluarit, som blev vist på 27 filmfestivaller, og som det følgende år vandt publikumsprisen hos Far North Film Festival.
Hans dokumentarfilm Eskimo Weekend fra 2002 fulgte et grønlandsk rockband over en weekend og fik ros for at bryde med mediernes traditionelle stereotyper om grønlændere. Silis Høeghs kunst blev først primært udstillet i Grønland og Danmark.  Hans kunstinstallation Iluliaq fra 2013, var et kæmpe isbjerg som blev sat op i det canadiske Nationalgalleris Store Hal i Ottawa. I 2014 instruerede han filmen Sume - Mumisitsinerup Nipaa ("Sumé: Lyden af en Revolution") om den pionerende grønlandske rockgruppe Sumé. Filmen fik gode anmeldelser i Grønland, Danmark og andre lande.

## Filmografi
- 1999: Sinilluarit (Kortfilm)
- 2000: På fremmed is (Dokumentarfilm)
- 2001: Eskimo Weekend (Kortfilm)
- 2002: I samme båd (Dokumentarfilm)
- 2007: Tarrarsornerit / Spejlinger (Dokumentarfilm)
- 2014: Sume – Mumisitsinerup Nipaa (Sumé – The Sound Of A Revolution) (Dokumentarspillefilm)

## Priser
- 2000: Publikumspris ved Far North Film Festival for Sinilluarit[14]
- 2004: Niels-Wessel-Bagge-pris[4]
- 2014: Jane Glassco Award for Sumé – The Sound Of A Revolution ved ImagineNative Film + Media Arts Festival[15]
- 2014: Cynthia Lickers-Sage Award for Sumé – The Sound Of A Revolution ved ImagineNative Film + Media Arts Festival[15]
- 2014: Innersuaq for Sumé – The Sound Of A Revolution[16]
- 2015: Kulturel ambassadør for Kommuneqarfik Sermersooq i 2015[17]
- 2015: Grønlands Kulturpris 2015[17]
- 2025: Naalakkersuisuts hædersydelse[18][19]